# アンヌ・ド・バヴィエール

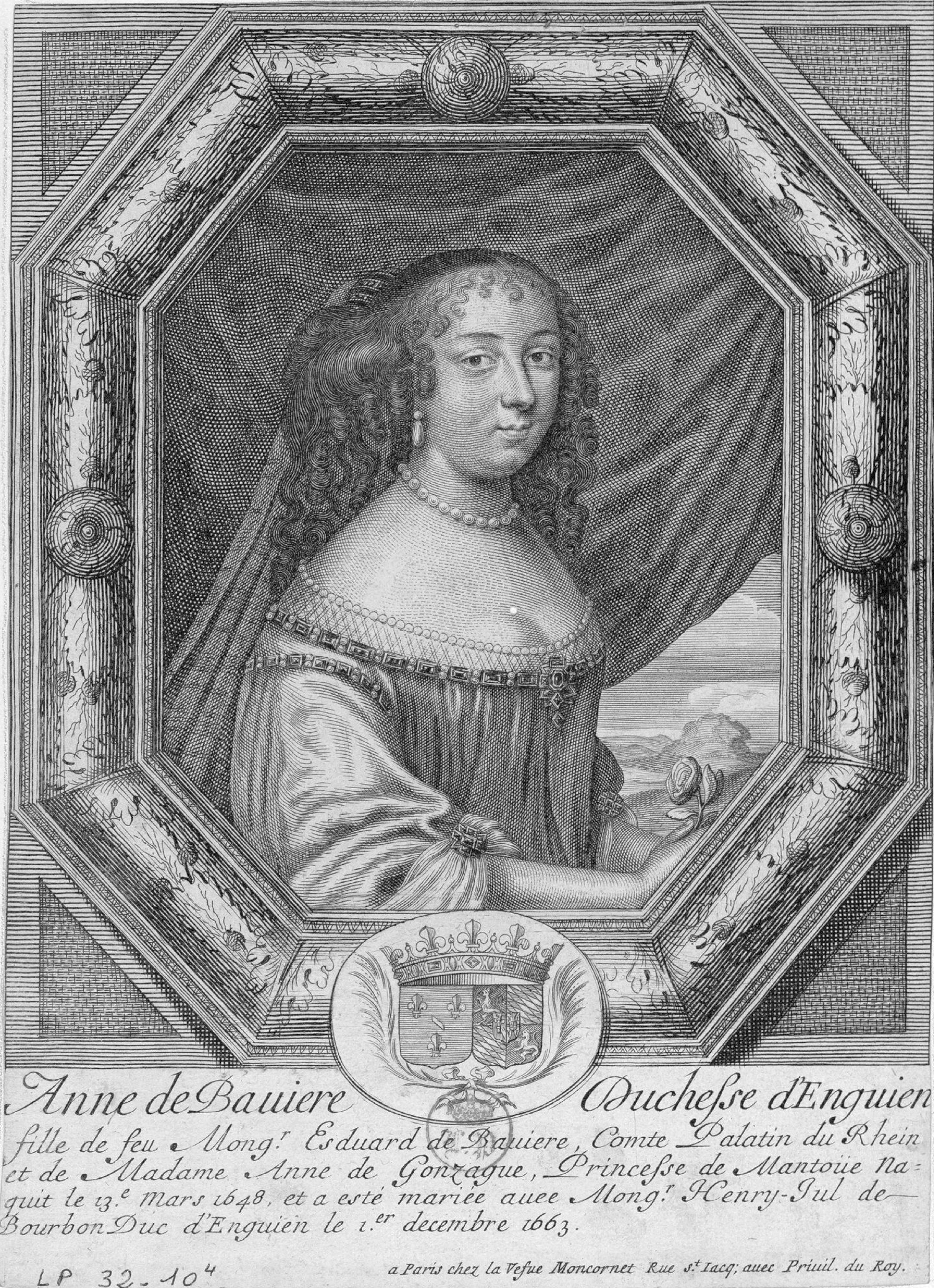
アンヌ・ド・バヴィエール

アンヌ・アンリエット・ジュリー・ド・バヴィエール（Anne Henriette Julie de Bavière, 1648年3月13日 - 1723年2月23日）は、フランスの貴族コンデ公アンリ3世の妻である。

## 生涯
プファルツ＝ジンメルン伯エドゥアルト（プファルツ選帝侯フリードリヒ5世の息子、カール1世ルートヴィヒの弟）と妃アンヌ・ド・ゴンザーグ・ド・クレーヴの末娘として、パリで生まれた。
オルレアン公フィリップ1世妃エリザベート・シャルロット・ド・バヴィエールは父方の従妹にあたる。
1663年12月11日、当時アンギャン公だったアンリと結婚、10子を生んだ。
- マリー＝テレーズ（1666年 - 1732年） - コンティ公フランソワ・ルイ妃
- アンリ（1667年 - 1670年）
- ルイ3世（1668年 - 1710年） - コンデ公
- アンヌ（1670年 - 1675年）
- アンリ（1672年 - 1675年）
- ルイ・アンリ（1673年 - 1675年）
- アンヌ・マリー・ヴィクトワール（1675年 - 1700年）
- アンヌ・ルイーズ・ベネディクト（1676年 - 1753年） - メーヌ公ルイ・オーギュスト（ルイ14世の庶子の1人）妃
- マリー・アンヌ（1678年 - 1718年） - ヴァンドーム公ルイ・ジョゼフ妃
- 女児（1679年 - 1680年）

アンヌは善良で思いやりがあり、信仰篤く控えめな人物だった。彼女は精神錯乱状態の乱暴で残酷な夫を支えた。親族であるマントヴァ公フェルディナンド・カルロの死により、アンヌは1708年にアルシュ＝シャルルヴィル公領（現在のベルギー・アルデンヌ県）を相続した。